# Puerto Parra
Puerto Parra es un municipio del departamento de Santander, Colombia, forma parte de la provincia de Vélez.
El municipio de Puerto Parra, estimada según el censo del SISBEN para el año 2002 según las encuestas es de 7.813 habitantes distribuidos así: 2.567 habitantes en la cabecera municipal equivalente al 33% y 5.246 habitantes en la zona rural que corresponde al 67%.

## Toponimia
Su nombre se designó en honor a Aquileo Parra.

## División administrativa
Además de su cabecera municipal. Puerto Parra tiene bajo su jurisdicción los siguientes centros poblados:
- Bocas del Carare
- Campo Capote
- El Cruce
- Las Montoyas

El municipio de Puerto Parra está conformado por las siguientes veredas: Doradas, Playa Alta, Carrilera, Ciénaga de Chucurí, Pitalito, La Sierra, Patio Bonito, Agualinda, Aguas Negras, La India, Palestina, India Alta, La Militosa, Alto Parra y La Olinda.

## Historia
Gonzalo Jiménez de Quesada y Gonzalo Fernández de Oviedo en el año 1541 escribieron las primeras crónicas sobre la región del Magdalena Medio, zona del Carare-Opón. En 1547, Francisco Núñez explota la margen izquierda de la región sobre el mismo río, desde el río La Miel.
En 1826 don Vicente Azuero y otros compañeros organizaron la “Compañía Colonizadora del Carare”, la cual tenía el compromiso con el gobierno central de colonizar los terrenos entre Puerto Carare y Vélez, en ese mismo año se organiza en el Socorro la “Compañía da Agricultura y Comercio del Opón” cuyo compromiso era fundar una población y abrir un camino que comunicara Simacota con Puerto Opón, así como iniciar un proceso de fundación en las montañas del Opón.
En 1874, se inicia el contrato para la construcción del ferrocarril de Antioquia y toma fuerza el proceso de colonización; en 1904, se estableció una bodega comercial y los colonos asentaron sus viviendas en las orillas del río Magdalena y sus afluentes. Algunos proveían la leña que era utilizada en las calderas de los barcos a vapor.
En 1927, se agiliza el proceso colonizador de toda la región, se termina la construcción del ferrocarril que conecta la región con la capital de la República, Santa Marta y Medellín. En 1957, una compañía Colombo Alemana construyó la carretera Carare Opón - Las Montoyas para la explotación de madera, esta misma compañía dona maquinaria pesada y en conjunto con el Batallón Cisneros de Armenia se abre en 1963 la carretera del cruce de Las Montoyas a Puerto Parra a través de una cooperativa de la región.
Puerto Parra, que pertenecía al municipio de Vélez, se constituyó como municipio  autónomo el 4 de marzo de 1981 mediante la Ordenanza 2080 y el Decreto 470 firmados por el gobernador del departamento, doctor Alfonso Gómez Gómez. Su nombre se designó haciendo honor al ilustre presidente santandereano doctor Aquileo Parra. En principio Puerto Parra perteneció al municipio de Vélez.

## Economía
La subregión tiene vocación agrícola y ganadera en la mayoría de los municipios que la conforman y con grandes posibilidades futuras de impulsar actividades industriales (transformación de la leche, cacao, café, plátano, yuca y maíz), lo mismo que desarrollar la agricultura biológica.
También es importante resaltar la producción de agua y la vocación forestal y de biodiversidad, la industria petroquímica que se da en la Ciudad de Barrancabermeja por contar con la materia prima y los recursos tecnológicos a través de su refinería de crudos.

## Geografía
El municipio de Puerto Parra se encuentra ubicado al occidente del departamento de Santander, sobre la margen derecha del valle del río Magdalena y posee una extensión de 761,04 km², divididos en 1.03 km² de área urbana y 760.01 km² de área rural. Su cabecera se encuentra localizada a una distancia por carretera de 240 km de la capital del departamento, Bucaramanga. El municipio limita al norte con Barrancabermeja, al Oriente con Simacota, al sur con Landázuri, Vélez y Cimitarra y al Occidente con Cimitarra y el departamento de Antioquia.

### Clima
Según la clasificación climática de Köppen, Puerto Parra tiene un clima tiene un clima tropical de sabana Aw. Tiene una temperatura promedio de 28 °C y una máxima promedio de 33 °C. Presenta una precipitación anual fuerte promedio de 2885 mm. Las temperaturas varían entre los 23 °C en la madrugada y los 33 °C al mediodía, pero a causa de la alta humedad, las sensaciones térmicas son mayores, incluso alcanzando los 43 °C.
| Parámetros climáticos promedio de Puerto Parra                                      | Parámetros climáticos promedio de Puerto Parra | Parámetros climáticos promedio de Puerto Parra | Parámetros climáticos promedio de Puerto Parra | Parámetros climáticos promedio de Puerto Parra | Parámetros climáticos promedio de Puerto Parra | Parámetros climáticos promedio de Puerto Parra | Parámetros climáticos promedio de Puerto Parra | Parámetros climáticos promedio de Puerto Parra | Parámetros climáticos promedio de Puerto Parra | Parámetros climáticos promedio de Puerto Parra | Parámetros climáticos promedio de Puerto Parra | Parámetros climáticos promedio de Puerto Parra | Parámetros climáticos promedio de Puerto Parra |
| Mes                                                                                 | Ene.                                           | Feb.                                           | Mar.                                           | Abr.                                           | May.                                           | Jun.                                           | Jul.                                           | Ago.                                           | Sep.                                           | Oct.                                           | Nov.                                           | Dic.                                           | Anual                                          |
| ----------------------------------------------------------------------------------- | ---------------------------------------------- | ---------------------------------------------- | ---------------------------------------------- | ---------------------------------------------- | ---------------------------------------------- | ---------------------------------------------- | ---------------------------------------------- | ---------------------------------------------- | ---------------------------------------------- | ---------------------------------------------- | ---------------------------------------------- | ---------------------------------------------- | ---------------------------------------------- |
| Temp. máx. media (°C)                                                               | 33.0                                           | 33.2                                           | 32.8                                           | 32.4                                           | 32.3                                           | 32.3                                           | 32.9                                           | 32.8                                           | 32.1                                           | 31.6                                           | 31.8                                           | 32.2                                           | 32.5                                           |
| Temp. media (°C)                                                                    | 28.3                                           | 28.7                                           | 28.5                                           | 28.2                                           | 28.1                                           | 28.2                                           | 28.4                                           | 28.3                                           | 28.1                                           | 27.8                                           | 27.9                                           | 28.2                                           | 28.2                                           |
| Temp. mín. media (°C)                                                               | 22.8                                           | 23.2                                           | 23.2                                           | 23.2                                           | 23.1                                           | 23.1                                           | 22.8                                           | 22.8                                           | 22.6                                           | 22.7                                           | 23.1                                           | 23.2                                           | 23                                             |
| Precipitación total (mm)                                                            | 74.5                                           | 99.0                                           | 184.7                                          | 290.0                                          | 315.2                                          | 242.5                                          | 237.7                                          | 255.5                                          | 359.5                                          | 395.3                                          | 276.6                                          | 155.1                                          | 2888.5                                         |
| Días de precipitaciones (≥ 1 mm)                                                    | 7                                              | 9                                              | 12                                             | 16                                             | 18                                             | 17                                             | 16                                             | 17                                             | 19                                             | 19                                             | 16                                             | 10                                             | 169                                            |
| Horas de sol                                                                        | 186.0                                          | 154.0                                          | 136.4                                          | 138.0                                          | 164.3                                          | 171.0                                          | 204.6                                          | 189.1                                          | 171.0                                          | 158.1                                          | 156.0                                          | 173.6                                          | 2002.1                                         |
| Humedad relativa (%)                                                                | 81                                             | 79                                             | 81                                             | 83                                             | 82                                             | 82                                             | 81                                             | 81                                             | 82                                             | 83                                             | 83                                             | 83                                             | 81.8                                           |
| Fuente: Instituto de Hidrología, Meteorología e Investigaciones Ambientales (IDEAM) |                                                |                                                |                                                |                                                |                                                |                                                |                                                |                                                |                                                |                                                |                                                |                                                |                                                |

## Símbología

### Bandera

Compuesta por cinco franjas horizontales:  Azul, Verde y Blanco, una estrella roja. Las dos franjas azules de cinco centímetros de ancho simbolizan los ríos y ciénagas que bañan la región. Las dos franjas verdes 
de treinta centímetros de ancho cada una y que enmarcan una franja blanca, Simbolizan las grandes extensiones de bosques, praderas y riquezas maderables. La franja blanca con una medida de treinta centímetros de ancho que va en el centro significa la paz que reina en nuestra región. Y la estrella roja sobre la franja blanca es el símbolo de nuestro municipio, corazón del Magdalena Medio.

### Escudo

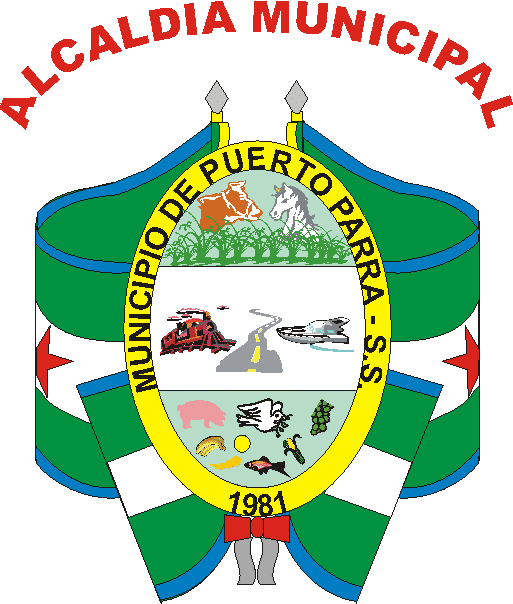

El escudo del municipio está dividido en tres franjas: la primera representa la ganadería, una de las principales fuentes económicas de las grandes praderas; la segunda representa las vías de acceso fluvial, férrea y carreteable; la tercera simboliza parte de nuestros principales productos agrícolas, fauna y flora y una paloma transmitiendo la paz. Envuelven estas tres franjas un ribete amarillo donde se puede leer Municipio de Puerto Parra.
En la parte baja se referencia la fecha en que fue declarado municipio, y a los lados nuestra bandera con una cinta roja anudada en las astas que simboliza la sangre que derramaron nuestros antepasados en tiempos de violencia.